# Времівка
Вре́мівка — село Великоновосілківської селищної громада Волноваського району Донецької області в Україні.

## Загальні відомості
Село розташоване на лівому березі р. Мокрі Яли. Відстань до райцентру становить близько 3 км і проходить автошляхом місцевого значення.
Неподалік від села розташований ботанічний заказник місцевого значення Балка Північна.

## Історія
За даними на 1859 рік у власницькому селі Олександрівського повіту Катеринославської губернії мешкало 822 особи (437 чоловічої статі та 385  — жіночої), налічувалось 90 дворових господарств, існували 2 заводи.
Станом на 1886 рік у колишньому власницькому селі, центрі Времівської волості Маріупольського повіту Катеринославської губернії, мешкало 329 осіб, налічувалось 47 дворових господарств, існувала школа.
За переписом 1897 року кількість мешканців зросла до 1692 осіб (836 чоловічої статі та 856 — жіночої), з яких 1679 — православної віри.
У 1908 році в селах Времівка, Якимівка, Михайлівка, Мар'ївка й Софіївка разом мешкало 2032 особи (1084 чоловічої статі та 948 — жіночої), налічувалось 305 дворових господарств.

## Населення
Згідно з переписом УРСР 1989 року чисельність наявного населення села становила 1431 особа, з яких 664 чоловіки та 767 жінок.
За переписом населення України 2001 року в селі мешкала 1331 особа.

### Мова
Розподіл населення за рідною мовою за даними перепису 2001 року:
| Мова       | Відсоток |
| ---------- | -------- |
| українська | 66,59 %  |
| російська  | 33,04 %  |
| білоруська | 0,07 %   |
| болгарська | 0,07 %   |
| молдовська | 0,07 %   |
| німецька   | 0,07 %   |

## Відомі особи
- Безверхий Антон (?-1932?) — анархіст, учасник махновського руху.
- Білогуров Олександр Іванович (1914—1942) — Герой Радянського Союзу.
- Зрожевська Олена Миколаївна — мати п'яти дітей — згідно з Указом Президента України № 846/2007 присвоєно почесне звання «Мати-героїня».
- Косматенко Анатолій Денисович — український письменник.
- Принцевський Іван Дмитрович (нар. 1922) — український графік.
- Тарановська Юхим (1888—1921) — анархіст.
- Яхно Ізольда Пилипівна — народна майстриня (вишивка), вчитель фізики за фахом.

### Загинули у боях за село
21 квітня 2022
- Семенець Олексій Миколайович (1995—2022) — молодший сержант Збройних Сил України, учасник російсько-української війни, що загинув у ході російського вторгнення в Україну.
- Макаров Руслан Анатолійович (1993—2022) — солдат Збройних Сил України, учасник російсько-української війни, що загинув у ході російського вторгнення в Україну.
- Мусин Дмитро (1996-26.04.2022) боєць Дніпропетровської бригади Сил територіальної оборони ЗСУ
- Синчук Владислав Володимирович(27.11.1997—24.11.2022) -солдат Збройних Сил України, учасник російсько-української війни, що загинув у ході російського вторгнення в Україну. 24 листопада загін з 6 осіб потрапив під мінометний обстріл, смертельно поранений Синчук В.В загинув на місці. Поховали воїна в рідному місті Сміла.